# Baharba
Der Baharba ist ein Berg im osttimoresischen Verwaltungsamt Lolotoe (Gemeinde Bobonaro). Er befindet sich im Süden Lolotoes, auf der Grenze zwischen den Aldeias Bou-Tal (Suco Deudet) und Mape (Suco Opa). Er hat eine Höhe von 610 m. Nördlich fließt der Foura, südlich der Ruiketan.